# Совет Съезда горнопромышленников Юга России
Сове́т Съе́зда (в литературе часто — Съе́здов) горнопромы́шленников Ю́га Росси́и (рус. дореф. Совѣтъ Съѣзда горнопромышленниковъ Юга Россіи) — постоянный исполнительный орган, функционировавший между Съездами горнопромышленников Юга России в период с 1877 года по 1918 год. Фактически выполнял функции регионального представительства горнопромышленных предприятий Юга России и являлся первой и  самой большой представительской организацией крупного капитала Российской империи, имеющей регионально-отраслевой характер:92. Совет играл ведущую роль среди торгово-промышленных организаций Российской империи своего времени.
Располагался в Харькове. С 1902 года — в Доме Совета Съезда горнопромышленников Юга России (улица Сумская, 18 и 20).

## История

### Предыстория
В 1874 году в Таганроге был созван 1-й Съезд углепромышленников Юга России, который положил начало регулярному созыву подобных съездов:125. По информации книги, изданной в 1925 году в честь пятилетия Союза горнорабочих СССР, непосредственным предшественником Совета Съезда горнопромышленников Юга России была созданная комиссия выборных. В её задачи входило регулирование взаимоотношений между предприятиями каменноугольной промышленности и железными дорогами, которые являлись крупнейшим потребителем и перевозчиком донецкого угля. По информации русского и советского горного инженера Александра Терпигорева, опубликованной в журнале «Наука и жизнь» в 1944 году, данная комиссия выборных существовала до 1892 года, когда и была преобразована в Совет Съезда:7.

### Создание
Фактически Совет был создан на 4-м Съезде горнопромышленников Юга России, проходившем в Харькове в 1877 году. Инициаторами создания Совета являлись Александр Ауэрбах, А. Шейерман, Пётр Горлов, Иван Илловайский и ряд других собственников шахт Донецкого бассейна. В Санкт-Петербургской прессе образованный Совет был назван «харьковским парламентом». Уставом Совета было определено, что он создаётся для  отстаивания экономических интересов промышленников Донецко-Приднепровского и Харьковского экономических районов перед правительством Российской империи, а также оказания им консультативной помощи. В число экономических интересов входило планирование сбыта угля и металла, получение выгодных тарифов на железнодорожные перевозки, установление протекционистских сборов, получение государственных заказов, получение поддержки от государства в экспорте продукции и ряд других:93.
Для лучшего взаимодействия с правительством в состав Совета Съезда были введены представители государственных структур. В работе Совета также принимали участие представители земских органов власти, железной дороги, научных и технических обществ и крупные потребители угля и металла:93.

### Территориальные синдикаты, сотрудничество и конкуренция с другими организациями
При участии Совета в 1881 году было создано «Общество взаимного кредита горнопромышленников Юга России». Уполномоченными Совета в Харькове был учреждён банк. В 1883 году при активном участии Совета было создано «Общество пособия горнорабочим Юга России» и кредитная организация для предпринимателей. Также Советом был сформирован Биржевой комитет.
В 1897 году по поручению Совета в его составе было сформировано Статистическое бюро, которое возглавил будущий председатель Совета Николай фон Дитмар:219. В этом же году при Совете была основана библиотека:5, которая в дальнейшем стала основой для харьковской Государственной научно-технической библиотеки (с 1967 года — Центральной научно-технической библиотеки Харьковского центра научно-технической и экономической информации).
В начале 1900-х годов Совет способствовал формированию двух территориальных синдикатов — Продуголь (специализирующийся на продаже угля) и Продамет (специализирующийся на продаже металла). Через механизмы этих двух синдикатов Совет вёл борьбу за влияние на правительство против своего основного конкурента — Совета Съезда горнопромышленников Урала:93.
Совет Съезда горнопромышленников Юга России тесно сотрудничал с харьковским Комитетом по перевозке горнозаводских грузов и совместно с ним лоббировал перед правительством интересы выгодных тарифов для таких перевозок:93.

### Повышение роли в экономической жизни Российской империи
При основной инициативе Совета Съезда:188:166 в конце 1904 года был создан Совет по горнопромышленным делам при Министерстве промышленности и торговли Российской империи. 30 декабря 1904 года (12 января 1905) состоялось его торжественное открытие, на котором член Совета Съезда Александр Ауэрбах выступил с речью, в которой сказал, что впервые за 200 лет создана структура, в которой представители горной промышленности имеют полномочия наравне с представителями правительства. Интересы горнопромышленников Юга в Совете при правительстве представлял председатель Совета Съездов Николай Авдаков с правом решающего голоса, а также Александр Ауэрбах и Е. М. Таскин:166.
В 1906 году в Москве был создан Совет Съезда представителей промышленности и торговли, который объединил более ста синдикатов и картелей Российской империи. Совет Съезда горнопромышленников Юга России существенно увеличил своё влияние в этом объединении после того, как в 1907 году на должность председателя московского Совета был избран недавний руководитель харьковского Совета Николай Авдаков (1900—1905). Он занимал должность председателя московского Совета до 1915 года:93. В Совете Съезда представителей промышленности и торговли Совет Съездов горнопромышленников Юга России имел одного делегата и пять кандидатов в делегаты.
В мае 1911 года по ходатайству Совета и на его средства в Харькове был открыт Горнопромышленный музей. По оценкам главы Нацсовета Украины по вопросам телевидения и радиовещания, а в 1990-е годы — исследователя деятельности Совета, Владимира Манжосова, данный музей играл исключительно важную роль в жизни горнопромышленного Юга:78.
Кроме музея и собственных печатных органов, Совет имел в своём распоряжении газовую и химическую лаборатории, школу горных десятников, медико-механический институт, консультативно-юридическое бюро. Если в 1870-е годы в состав Совета входило пять человек, то в XX веке в аппарате Совета насчитывалось до ста человек, а расходы на его содержание составляли 4 миллиона рублей в год:78.
В 1910—1912 годах Совет совместно с Геологическим комитетом работал над составлением первой общей геологической карты Донецкого бассейна в масштабе: 3 версты в 1 дюйме, и её геологическим описанием. Эта инициатива способствовала активному проведению геологической разведки в Донецком бассейне и привлечению к ней таких геологов, как Василий Яворский и Борис Мефферт:136-137.
Совет активно способствовал развитию горного образования. Через личный Фонд имени Николая Авдакова, составлявший 10 тысяч рублей, оплачивалось обучение работников и лучших студентов Горного института в Санкт-Петербурге. Советом в Екатеринославе было создано Высшее горное училище (с 1913 года — Горный институт в Екатеринославе). Совет содержал ряд так называемых «спасательных станций» в Макеевке, Александровке, Грушевке (современный город Шахты Ростовской области) и ряд выставочных павильонов горной промышленности на общероссийских выставках:363.

### В годы Первой мировой войны
В начале Первой мировой войны Совет сосредоточил в своих руках управление распределением нормированных материалов (железа, кожи, динамита) между заводами и рудниками Донецко-Криворожского бассейна, а с конца 1916 года — сырья и подвижного состава, получив право определять квоты производства угля и металла для отдельных производств:78.
Манжосов пишет, что в период между съездами Совет представлял интересы горнопромышленников Юга России перед правительством Российской империи, для чего в Петрограде было создано Бюро уполномоченных:78.
Совет Съездов активно добивался от правительства права использовать на предприятиях Донецкого бассейна труд военнопленных. Впервые он обратился к правительству с такой просьбой 25 января (7 февраля) 1915 года, ходатайствуя о присылке на свои предприятия до 40 тысяч военнопленных:21. По расчётам Совета, это могло бы увеличить объём добычи угля на 30 миллионов пудов в месяц. Правительство выделило на промышленность только 30 % всех военнопленных, до конца 1915 года запрещая использование военнопленных неславянских национальностей (венгров, турок и т. п.). При этом военнопленные выделялись только для крупных горно-рудных предприятий фабрично-заводских и промышленных производств, при условии, что они составят не более 15 % персонала. На очередном съезде горнопромышленников в ноябре 1915 года было выдвинуто ходатайство об отмене обязательного перечисления в казну в размере 25 % от заработка военнопленных. В 1916 году правительство отменило этот сбор. Также правительством было выполнено пожелание о передаче из сельского хозяйства в промышленность 100 тысяч работников-военнопленных:22.

### В период Революции
После Февральской революции Совет Съездов горнопромышленников Юга России, несмотря на кратковременную поддержку революционных процессов, в дальнейшем выступил с резкой критикой деятельности Временного правительства:79. Весной-летом 1917 года в Совет организационно оформились пять отраслевых представительских организаций: Союз металлургических предприятий Юга России («Сометал»:233), Союз крупных каменноугольных предприятий России («Углесоюз»), Союз антрацитовых предприятий Донецкого бассейна («Антрацитсоюз»), Союз средних и мелких каменноугольных предприятий Донецкого бассейна («Второй Углесоюз») и Союз солепромышленников:79. Манжосов отмечает, что тенденция к формированию в составе Совета отраслевых представительских организаций просматривалась с 1911 года, но проявилась только в 1917 году:79.
Совет Съездов занял жёсткую позицию в рабочем законодательстве и запретил осуществление своим представительским организациям каких-либо действий по улучшению условий труда рабочих и движение навстречу их требованиям, стремясь погасить рабочее революционное движение. В августе 1917 года Совет выходил с предложениями Временному правительству о введении в Донецком бассейне военного положения, размещении войск в регионе и назначении четырёх комиссаров с правами генерал-губернаторов, предлагая подбор таких кандидатур. На третьей конференции горнопромышленников Юга России в сентябре было принято решение закрыть все металлургические заводы, пока рабочие не откажутся от требования установления 8-часового рабочего дня. Также были закрыты десятки шахт. В начале октября в район Донбасса началась переброска войск 3-й кавалерийской дивизии, а южные районы были заняты казаками Алексея Каледина. После Октябрьского переворота большевиков большинство подконтрольных Совету Съезда металлургических и угольных предприятий Донецкого бассейна было закрыто в знак протеста против установки на предприятиях рабочего контроля. Совет активно политически сопротивлялся установлению нового порядка на своих предприятиях, в том числе на своем последнем Съезде 4 (17) декабря 1917 года, где была утвердждена резолюция о неподчинении большевикам, охарактеризовавшая их приход к власти как «насильственный захват власти антигосударственными элементами»:79.

### В годы Гражданской войны
С началом 1918 года в ходе Гражданской войны Совет перешёл к тактике «партизанской войны» с революционным движением в регионе:81-83. В январе 1918 года Совет формально был закрыт большевиками, а его президиум во главе с Николаем фон Дитмаром — арестован комиссаром Антоновым-Овсеенко. Технический аппарат Совета и его отраслевых представительских организаций был интегрирован советскими властями в собственные хозяйственные органы:83. В этом же 1918 году работниками аппарата, отказавшимися войти в советские структуры, была уничтожена существенная часть архива Съезда.
Однако после ухода большевиков из Харькова весной 1918 года Совет снова продолжил свою работу в ограниченном формате. Совет сотрудничал с руководством Украинской державы гетмана Павла Скоропадского. В Киеве он создал при гетмане специальную комиссию для принятия и рассмотрения жалоб на убытки, полученные горнопромышленниками от «деятельности самочинных организаций». Совет добился восстановления положений дореволюционного законодательства, тратил немалые средства на организацию уголовной милиции на шахтах, а также на финансирование контрреволюционных войск:83-84.
В январе 1919 года при втором приходе большевиков в Харьков руководство Совета эвакуировалось в Новочеркасск (а часть руководства его представительских организаций — в Одессу). Совет финансировал и поддерживал деятельность подпольного Харьковского главного центра Добровольческой армии:161-162. С наступлением армии Деникина летом-осенью 1919 года Совет проводил активную политику сбора средств на нужды Добровольческой армии. Существенно ослабила позиции Совета смерть 5 (18) июля 1919 года во время поездки из Ростова в Харьков от сыпного тифа главы Совета Николая фон Дитмара:85.
С третьим приходом большевиков в Харьков в декабре 1919 года Совет был закрыт окончательно.

### Попытки восстановления Совета в советский период
В 1922 году, в период новой экономической политики, используя бывший административный и технический аппарат Совета Съездов горнопромышленников Юга России, власти советского государства попытались создать Совет Съезда промышленности, транспорта и торговли УССР. Однако в 1926 году эта организация также была ликвидирована:93.

## Печатные органы Совета
Ещё 1897 году Советом было создано Статистическое бюро, в задачи которого входило публикация материалов научного характера о развитии тяжёлой промышленности Юга России и её рынков. Отмечается существенный вклад бюро в развитие промышленной статистики как отрасли знаний на Украине:93.
Статистические материалы Совета публиковались также в ежегодных «Трудах съездов горнопромышленников Юга России», до 1910 было выпущено 65 томов:363. Кроме того, с 1880 года выходило собственное издание Совета — «Южнорусский горный листок» (с 1886 года по 1903 года — «Горнозаводской листок», с 1910 года — «Горнозаводское дело»). Первым издателем журнала был известный инженер Михаил Яшевский, затем его возглавил инженер Сергей Сучков. С конца 1903 года журнал издавался под общей редакцией Николая фон Дитмара. К 1910 году тираж издания составлял 1,5 тысячи экземпляров:93.

## Председатели Совета
- Николай Авдаков (1900—1905)[23]:68
- Николай фон Дитмар (1906—1918)

### Монографии, диссертации и энциклопедические издания
- Донік О. М. Рада З'їзду гірничопромисловців Півдня Росії // Енциклопедія історії України. У 10 т. / Редкол В. А. Смолій та ін. — Інститут історії України НАН України. — Київ: Наукова думка, 2012. — Т. 9. Прил-С. — С. 93. — 944 с. — 5000 экз. — ISBN 978-966-00-1290-5.
- Крутіков В. В. Буржуазія України та економічна політика царизму в пореформений період. — Дніпропетровськ: Вид-во ДДУ, 1992. — 256 с.
- Шандра І. О. З'їзди гірничопромисловців Півдня Росії в системі державних та громадських установ (1874-1918 рр.). — дис... канд. іст. наук: 07.00.01. — Луганськ: Луганський національний педагогічний ун-т ім. Тараса Шевченка, 2007. — 211 с. Архивировано 17 июля 2014 года.
- Шполянский Д. И. Монополии угольно-металлургической промышленности Юга России в начале XX века (к вопросу о соотношении монополии и конкуренции). — Москва: Изд-во АН СССР, 1953. — 148 с.

### Научные статьи
- Бондаренко Е. Л. Съезды горнопромышленников  Юга России – крупнейшая представительная  организация монополистического капитала России // Вестник Московского университета. Серия 8.. — Москва, 1961. — Вып. 1. — С. 52–59.
- Корзун В. П. Южнорусская горнопромышленная буржуазия и рабочее законодательство (1905 – 1907) // Из истории буржуазии в России. — Томск: Изд-во Томск. ун-та, 1982. — С. 79–93.
- Крутиков В. В. Основные этапы формирования горнопромышленной буржуазии Юга России // Из истории буржуазии в России. — Томск: Изд-во Томск. ун-та, 1982. — С. 47–63.
- Манжосов В. А. Представницькі організації гірничопромисловців  Півдня Росії в 1917—1919 рр. // Український історичний журнал : исторический журнал. — Київ, 1991. — Вып. 10. — С. 77-86. — ISSN 0130-5247.
- Мошкин А. Н., Белоножко Е. П. Съезды горнопромышленников Юга России и торгово-промышленное налогообложение в пореформенной России в 80–90-е годы XIX века // Вестник Челябинского государственного университета. — Челябинск, 2009. — Вып. 35, № 32 (170).. — С. 55–58. — ISSN 1994-2796.
- Шандра І. З'їзди гірничопромисловців Півдня Росії як форма представництва інтересів буржуазії Донбасу та Придніпров'я // Краєзнавство : журнал. — 2011. — Вып. 4. — С. 230-237. — ISSN 2222-5250. Архивировано из оригинала 10 октября 2013 года.